# Mistrzostwa Ukrainy w piłce nożnej (1997/1998)
Mistrzostwa Ukrainy w piłce nożnej – sezon 1997/1998 – VII Mistrzostwa Ukrainy, rozgrywane systemem jesień – wiosna, w których 16 zespołów Wyszczej Lihi walczyli o tytuł Mistrza Ukrainy. Persza Liha składała się z 22 zespołów. Druha Liha w grupie A liczyła 18 zespołów, w grupie B – 18 zespołów, a w grupie W – 16 zespołów.
- Mistrz Ukrainy: Dynamo Kijów
- Wicemistrz Ukrainy: Szachtar Donieck
- Zdobywca Pucharu Ukrainy: Dynamo Kijów
- start w eliminacjach Ligi Mistrzów: Dynamo Kijów
- start w Pucharze UEFA: Szachtar Donieck
- start w Pucharze Zdobywców Pucharów: CSKA Kijów
- start w Pucharze Intertoto: Worskła Połtawa
- awans do Wyszczej Lihi: SK Mikołajów, Metalist Charków
- spadek z Wyszczej Lihi: Czornomoreć Odessa, Torpedo Zaporoże
- awans do Pierwszej Lihi: Podillia Chmielnicki, Szachtar-2 Donieck
- spadek z Pierwszej Lihi: Zoria Ługańsk, Werchowyna Użhorod, Awanhard-Industrija Roweńky, Chimik Siewierodonieck
- awans do Druhiej Lihi: Enerhetyk Bursztyn, Dalis Komyszuwacha, Szachtar Gorłówka, Krywbas-2 Krzywy Róg, Metałurh-2 Zaporoże, WPS Kramatorsk
- spadek z Druhiej Lihi: Pokuttia Kołomyja, Awers Bachmacz, Hirnyk Pawłohrad, Metałurh Komsomolskie